# Kapittelduinen
Kapittelduinen is een natuurmonument tussen Hoek van Holland en Monster. Het bestaat uit kustwallen tussen Hoek van Holland en Monster en haakwallen tussen Hoek van Holland en Maasdijk, restanten van de eeuwenoude duinen die van Ter Heijde richting Maasmonding zijn ontstaan. Het geheel was ooit aangesloten op de estuariumduinen ten oosten van Hoek van Holland.
Tot de Kapittelduinen behoren
- in de gemeente Westland: De Banken, het Sonnewendeduin en het Staelduinse Bos ten zuiden van Maasdijk tussen Hoek van Holland en Maassluis,
- in de deelgemeente Hoek van Holland: de Van Dixhoorndriehoek, het Vinetaduin, de Hoekse Bosjes, het Hillduin, de Nieuwlandse Dijk/Duinen en het Roomse Duin.

Kapittelduinen is samen met de noordelijker gelegen Solleveld aangemeld als Natura 2000 gebied (Solleveld & Kapittelduinen).